# Belize aux Jeux olympiques d'été de 2004
Le Belize a participé aux Jeux olympiques d'été pour la neuvième fois aux Jeux olympiques d'été de 2004 à Athènes n'y remportant aucune médaille.

## Engagés beliziens par sport

### Athlétisme
- 200 mètres femmes
  - Emma Wade : 1er Tour - Série 5 : 23 s 43
- 400 mètres haies hommes
  - Michael Aguilar : 1er Tour - Série 3 : 51 s 21